# Tetrataenium wallichii
Tetrataenium wallichii är en växtart i släktet Tetrataenium och familjen flockblommiga växter.
Arten förekommer i östra Himalaya och i Assam. Den beskrevs som Heracleum wallichii av Augustin Pyrame de Candolle 1830, och fick sitt nu gällande namn av Ida P. Mandenova 1986.